# Hassel Sound
Hassel Sound är ett sund i Kanada.   Det ligger i territoriet Nunavut, i den norra delen av landet, 3 800 km norr om huvudstaden Ottawa.